# Davszt járás
Davszt járás (mongol nyelven: Давст сум) Mongólia Uvsz tartományának egyik járása. Területe 5042 km². Népessége kb. 2500 fő.
Székhelye Dzűnhövé (Зүүнхөвөө), mely 137 km-re északra fekszik Ulángom tartományi székhelytől.